# Ixora irosinensis
Ixora irosinensis är en måreväxtart som beskrevs av Adolph Daniel Edward Elmer. Ixora irosinensis ingår i släktet Ixora och familjen måreväxter. Inga underarter finns listade i Catalogue of Life.